# Xóa đói giảm nghèo
Xóa đói giảm nghèo là một chiến lược của chính phủ Việt Nam nhằm giải quyết vấn đề đói nghèo và phát triển kinh tế tại Việt Nam.
Năm 1986, Việt Nam chuyển sang kinh tế thị trường trong sản xuất nông nghiệp thực hiện giao khoán đến hộ đã nhảy vọt từ nước đang thiếu lương thực vươn lên thành nước xuất khẩu gạo, và giữa vị trí trong ba nước xuất khẩu gạo lớn nhất thế giới từ đó đến nay, an ninh lương thực đã vững vàng. Tuy nhiên, đến nay vẫn còn tỷ lệ đói nghèo (bao gồm cả thiếu lương thực) mà đa số phân bố ở các xã thuộc chương trình 135 (xã nghèo).
Đầu thập niên 1990, Việt Nam chuyển sang nền kinh tế thị trường định hướng xã hội chủ nghĩa, nguy cơ đói nghèo đã được nhận rõ, mà trước hết là số liệu trẻ em suy dinh dưỡng đã ở mức báo động (gần 50%). Ngay đầu năm 1991, vấn đề xoá đói giảm nghèo đã đề ra trong các diễn đàn, các nghiên cứu, và triển khai thành phong trào xoá đói giảm nghèo. Tổng bí thư Đỗ Mười khi đó rất quan tâm đến chương trình này, ông lo lắng thế hệ con cháu mai sau bị ảnh hưởng do đói nghèo hôm nay.
Nghị quyết Quốc hội Việt Nam về nhiệm vụ năm 1993 đã đánh giá cao tinh thần cộng đồng, tương thân tương ái "trong nhân dân đã phát triển nhiều hoạt động từ thiện giúp đỡ nhau và phong trào xoá đói giảm nghèo, đền ơn đáp nghĩa..." Sáng kiến của Thủ tướng Chính phủ được Mặt trận Tổ quốc Việt Nam lấy ngày 17 tháng 10 là "Ngày vì người nghèo", đó cũng là ngày Liên hợp quốc chọn là ngày "Thế giới chống đói nghèo".
Ngày 21 tháng 5 năm 2002, Thủ tướng Chính phủ đã phê duyệt "Chiến lược toàn diện về tăng trưởng và xoá đói giảm nghèo". Đây là chiến lược đầy đủ, chi tiết phù hợp với mục tiêu phát triển Thiên niên kỷ (MDG) của Liên Hợp Quốc công bố. Trong quá trình xây dựng chiến lược có sự tham gia của chuyên gia các tổ chức quốc tế tại Việt Nam như IMF, UNDP, WB,.. tổng hợp thành các mục tiêu phát triển Việt Nam. Vấn đề là cụ thể hoá chiến lược bằng các chương trình, dự án được triển khai, được giám sát và đánh giá thường xuyên. Các nghiên cứu đã lập được bản đồ phân bố đói nghèo đến từng xã, từng hộ. Việt Nam đã ký vào Tuyên bố Thiên niên kỷ với 8 mục tiêu:
1. Xóa bỏ tình trạng cùng cực và thiếu đói.
2. Đạt phổ cập giáo dục tiểu học.
3. Tăng cường bình đẳng giới và nâng cao vị thế phụ nữ.
4. Giảm tỷ lệ tử vong trẻ sơ sinh.
5. Tăng cường sức khỏe bà mẹ.
6. Phòng chống bệnh HIV/AISD, sốt rét và các bệnh khác.
7. Đảm bảo bền vững môi trường.
8. Thiết lập quan hệ đối tác toàn cầu vì mục đích phát triển.

Những mục tiêu này mang kết quả trực tiếp và gián tiếp xóa đói giảm nghèo một cách bền vững bởi nguy cơ đói nghèo, tái đói nghèo đều có thể xảy ra trong những biến cố của môi trường thiên nhiên, của quá trình hội nhập và phát triển. Một quốc gia khi không giải quyết dứt điểm xóa đói giảm nghèo thì luôn ẩn chứa nguy cơ phát triển không bền vững dẫn đến những hậu quả bất ổn định kinh tế - xã hội. Những mục tiêu đó cũng gợi mở những phương thức tác động trực tiếp hay gián tiếp đến việc xóa đói giảm nghèo.
Hiện nay, chuẩn nghèo của thế giới quy định quốc gia có thu nhập bình quân người hàng năm là 735 USD. Thu nhập bình quân của Việt Nam khoảng 400 USD, dù có quy đổi về giá trị so sánh tương đương (PPP) vẫn chưa qua chuẩn nghèo. Ngày 29 tháng 3 năm 2005, tại Hội thảo "Hợp tác giữa các nhà tài trợ và các Tổ chức phi Chính phủ trong xóa đói giảm nghèo" theo định hướng giảm nghèo toàn diện hơn, bền vững hơn, công bằng hơn và hội nhập hơn, Việt Nam sẽ nâng chuẩn đói nghèo lên gấp hai lần. (Chuẩn đói nghèo trước đây theo mức thu nhập bình quân người /tháng theo khu vực miền núi, nông thôn, thành thị: trước năm 2000 là 45.000 đồng, 70 000 đồng và 100 000 đồng; sau năm 2000 là 80000 - 100 000 – 150 000 đồng). Theo chuẩn đói nghèo mới có hai mức: thu nhập bình quân tháng 200 000 đồng ở nông thôn và 260 000 đồng ở thành thị. Tuy nhiên một số thành phố chuẩn đó có thay đổi do yếu tố giá sinh hoạt. Ví dụ, Sở Lao động Thương binh và xã hội Hà Nội đã đệ trình UBND thành phố mức chuẩn nghèo mới: 350.000 và 270.000 đồng/người/tháng tương ứng với khu vực thành thị và nông thôn.
Kết quả dưới đây đây được TCTK tính toán dựa vào số liệu thu nhập bình quân đầu người của hộ gia đình và chỉ số giá tiêu dùng của từng khu vực thành thị/nông thôn qua các năm để loại từ yếu tố biến động giá. Số liệu căn cứ kết quả chính thức Điều tra mức sống hộ gia đình Việt Nam 2002 và kết quả sơ bộ Khảo sát mức sống hộ gia đình Việt Nam năm 2004, Tổng cục Thống kê tính toán tỷ lệ (%) hộ nghèo cho năm 2002 và 2004 theo chuẩn nghèo được Thủ tướng Chính phủ ban hành áp dụng cho giai đoạn 2006 - 2010 (200 nghìn đồng/người/tháng cho khu vực nông thôn, 260 nghìn đồng/người/tháng cho khu vực thành thị) như sau:
|                         | Năm 2002 | Năm 2004 |
| ----------------------- | -------- | -------- |
| Cả nước                 | 23,0     | 18,1     |
| Chia theo khu vực       |          |          |
| Thành thị               | 10,6     | 8,6      |
| Nông thôn               | 26,9     | 21,2     |
| Chia theo vùng          |          |          |
| Đồng bằng sông Hồng     | 18,2     | 12,9     |
| Đông Bắc                | 28,5     | 23,2     |
| Tây Bắc                 | 54,5     | 46,1     |
| Bắc Trung Bộ            | 37,1     | 29,4     |
| Duyên hải Nam Trung Bộ  | 23,3     | 21,3     |
| Tây Nguyên              | 43,7     | 29,2     |
| Đông Nam Bộ             | 8,9      | 6,1      |
| Đồng bằng sông Cửu Long | 17,5     | 15,3     |

Nguồn: Tổng cục Thống kê tháng 7 năm 2005 "Thông cáo báo chí về tỷ lệ hộ nghèo 2002 và 2004 theo chuẩn nghèo áp dụng cho giai đoạn 2006 – 2010"
Các chỉ tiêu chủ yếu hướng đến trong giai đoạn 2006-2010
- Thu nhập của nhóm nghèo tăng 1,45 lần so với 2005
- Các xã đặc biệt khó khăn, xã nghèo có đủ cơ sở hạ tầng thiết yếu
- 6 triệu lượt hộ nghèo được vay tín dụng ưu đãi
- 4,2 triệu lượt hộ nghèo tập huấn về khuyến nông lâm ngư
- 1,5 triệu người được miễn giảm phí học nghề
- 15 triệu người được khám chữa bệnh miễn phí khi đau ốm
- 19 triệu lượt học sinh nghèo được miễn, giảm học phí, tiền xây dựng trường
- 500 nghìn hộ nghèo được hỗ trợ xóa nhà tạm

(Nguồn: Bộ Lao động- Thương binh và Xã hội, tháng 9-2005: Chương trình mục tiêu quốc gia về giảm nghèo 2006–2010)

Chuẩn nghèo giai đoạn 2021-2025 
|                                 | Nông thôn | Thành thị |
| ------------------------------- | --- | --- |
| Chuẩn hộ nghèo                  | - Có thu nhập bình quân đầu người/tháng từ 1,5 triệu đồng trở xuống - Thiếu hụt từ ba chỉ số đo lường mức độ thiếu hụt dịch vụ xã hội cơ bản trở lên | - Có thu nhập bình quân đầu người/tháng từ 2 triệu đồng trở xuống; - Thiếu hụt từ ba chỉ số đo lường mức độ thiếu hụt dịch vụ xã hội cơ bản trở lên |
| Chuẩn hộ cận nghèo              | - Có thu nhập bình quân đầu người/tháng từ 1,5 triệu đồng trở xuống; - Thiếu hụt dưới ba chỉ số đo lường mức độ thiếu hụt dịch vụ xã hội cơ bản.     | - Có thu nhập bình quân đầu người/tháng từ 2 triệu đồng trở xuống - Thiếu hụt dưới ba chỉ số đo lường mức độ thiếu hụt dịch vụ xã hội cơ bản        |
| Chuẩn hộ có mức sống trung bình | - Có thu nhập bình quân đầu người/tháng hơn 1,5 triệu đồng đến 2,25 triệu đồng.                                                                      | - Có thu nhập bình quân đầu người/tháng hơn 2 triệu đồng đến 3 triệu đồng.                                                                          |